# Bennie Jolink
Bernard (Bennie) Jolink (Hummelo, 6 september 1946) is de zanger van de Achterhoekse boerenrockgroep Normaal, Nederlands oudste streektaal-rockband.

## Biografie

### Opleiding
Na de middelbare school doorlopen te hebben te Doetinchem verhuisde Jolink naar Enschede, om daar een opleiding te volgen aan de Akademie voor Kunst en Industrie (AKI). Mede hierdoor heeft hij in Hengelo lesgegeven bij Scheppende Handen, een kunsteducatiecentrum in Hengelo. Nadat hij werd afgewezen bij de Amsterdamse kunstacademie vertrok hij naar zijn geboorteplaats.

### Boerenrock
Voordat Jolink met Normaal begon zat hij in de band Puddingh met onder andere Ferdi Joly en Jan Kolkman die na het opheffen van de band in 1974 samen naar Normaal gingen. 
Jolink is een van de oprichters en de zanger van de band Normaal. Jolink is vanaf het begin de grote gangmaker van de band en de grondlegger van de zogeheten 'boerenrock' in Nederland. De band zong aanvankelijk in het Engels, maar vanaf het moment dat Jolink tijdens het optreden op Hemelvaartsdag 1975 (Popmeeting Lochem) een blues in het Achterhoeks begon te zingen, bleek dit zo goed aan te slaan, dat ze besloten om voortaan altijd in hun eigen dialect te blijven zingen. De echte doorbraak volgde echter in 1977 met het nummer Oerend hard, en een daaraan gekoppelde televisieopname in de Top Pop-studio te Hilversum. Op 19 december 2015 gaf Jolink met Normaal een groots afscheidsconcert in stadion GelreDome. Jolink trad in 2016 nog wel op, ditmaal in twee verschillende bands: De Motorband en De Pensionado's. Met De Pensionado's nam hij in 2016 ook een album op, Odi Profanum. Op 24 juni 2016 maakte de zanger bekend dat hij om gezondheidsreden alle verdere optredens in 2016 had afgezegd. De cd-presentatie op 18 december dat jaar in zaal De Witkamp in het Achterhoekse Laren werd zijn laatste liveoptreden. Hij sloot af met de song "Zöl i-j mien missen".
In maart 2019 bracht Jolink een nieuw album uit met de naam 'Post Normaal'. Het artwork bij het album, een boek van 96 pagina's, bestaat uit tekeningen, schetsen en verhalen van eigen hand.

### Motorrijden
Naast muziek houdt Jolink ook van motorrijden. Dat het er daarbij niet altijd even zachtzinnig aan toe gaat, bewijzen de ongelukken die hij door de jaren heen meegemaakt heeft. Een van zijn zwaarste ongelukken vond plaats in 1992. Enkele jaren daarna belandde hij ook al in het ziekenhuis na een auto-ongeluk, naar verluidt doordat hij iets te geconcentreerd een cassettebandje verwisselde. Jolink maakt ook, samen met zoon Gijs en Hendrik Jan Lovink, deel uit van de zogeheten Motorband, een groep die de sport promoot en ondersteuning geeft aan jonge rijders.

### Documentaire en werk voor televisie
Het leven van Jolink wordt belicht in de documentaire Ik kom altied weer terug (2001) van regisseur Frank van den Engel. In de film wordt diep op zijn persoonlijke leven ingegaan. In 2005 kwam de biografie van Jolink uit, genaamd Oerend hard, waarin zijn 'høkersleven' centraal staat. Het boek is geschreven door Jos Palm, historicus en journalist.
Bennie Jolink is ook actief als voice-over: Vanaf 2006 voor het KRO-programma Kijk een koe! en voor Die Ludolfs van Discovery. In april 2012 was hij te zien in een aflevering van het televisieprogramma Verborgen verleden. Hierin ontdekte hij dat voor zover na te gaan was, al zijn voorouders uit de Achterhoek kwamen. Jolink zag hierin een mogelijke verklaring voor zijn eigen verbondenheid met deze streek.

### Ophef

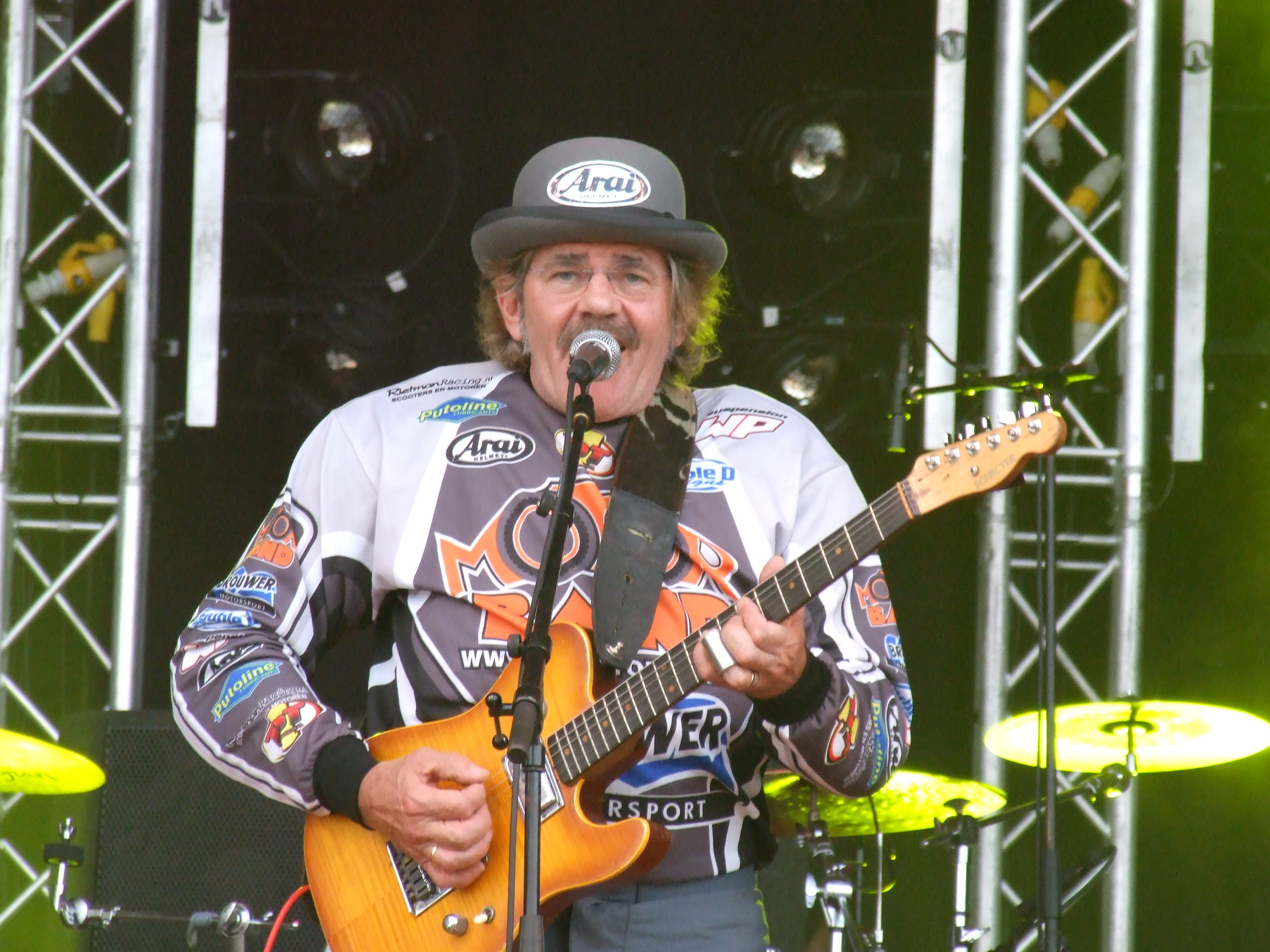
Jolink tijdens een optreden in 2007

In augustus 2012 veroorzaakte hij commotie met een schilderij waarop politicus Geert Wilders is afgebeeld samen met Anders Breivik, Adolf Hitler en een hakenkruis. Wilders noemde de afbeelding 'walgelijk'. Het boekje bij de Normaal-cd Halve Soul, Helemoal Høken met daarop het schilderij werd na productie door de Duitse drukker vernietigd, omdat drukwerk met hakenkruisen in Duitsland verboden is. Vanwege zijn schilderij ontving Jolink bedreigingen.

### Geen optredens meer
Half november 2016 gaf Jolink aan om gezondheidsredenen geen optredens voor publiek meer te geven na de cd-presentatie met zijn hobbyband De Pensionado’s op 18 december 2016. Hij kreeg na medisch onderzoek te horen dat hij in vergelijking met een gemiddelde 70-jarige een longcapaciteit heeft van 45 procent. Als hij zou blijven optreden voor publiek zou zijn longcapaciteit steeds verder afbrokkelen.

## Discografie

### Albums
| Album met eventuele hitnotering(en) in de Nederlandse Album Top 100 | Datum van verschijnen | Datum van binnenkomst | Hoogste positie | Aantal weken | Opmerkingen                             |
| ------------------------------------------------------------------- | --------------------- | --------------------- | --------------- | ------------ | --------------------------------------- |
| Howlin' at the moon                                                 | 1999                  | 02-10-1999            | 42              | 6            |                                         |
| Opa vertel es                                                       | 2007                  | 24-02-2007            | 18              | 6            |                                         |
| Diana & Hubertus                                                    | 2010                  | 01-01-2011            | 26              | 3            | met Jan Wilm Tolkamp en Sabine Uitslag. |
| Bernard Jolink: Post Normaal                                        | 2019                  | 06-04-2019            | 4               | 5            |                                         |

### Singles
| Single met eventuele hitnotering(en) in de Nederlandse Top 40 | Datum van verschijnen | Datum van binnenkomst | Hoogste positie | Aantal weken | Opmerkingen |
| ------------------------------------------------------------- | --------------------- | --------------------- | --------------- | ------------ | ----------- |
| We'll sweep out the ashes in the morning                      | 1999                  | -                     | -               | -            |             |
| You've lost that lovin' feeling                               | 1999                  | -                     | -               | -            |             |
| Achter de schuur                                              | 2015                  | -                     | -               | -            |             |

## Waardering

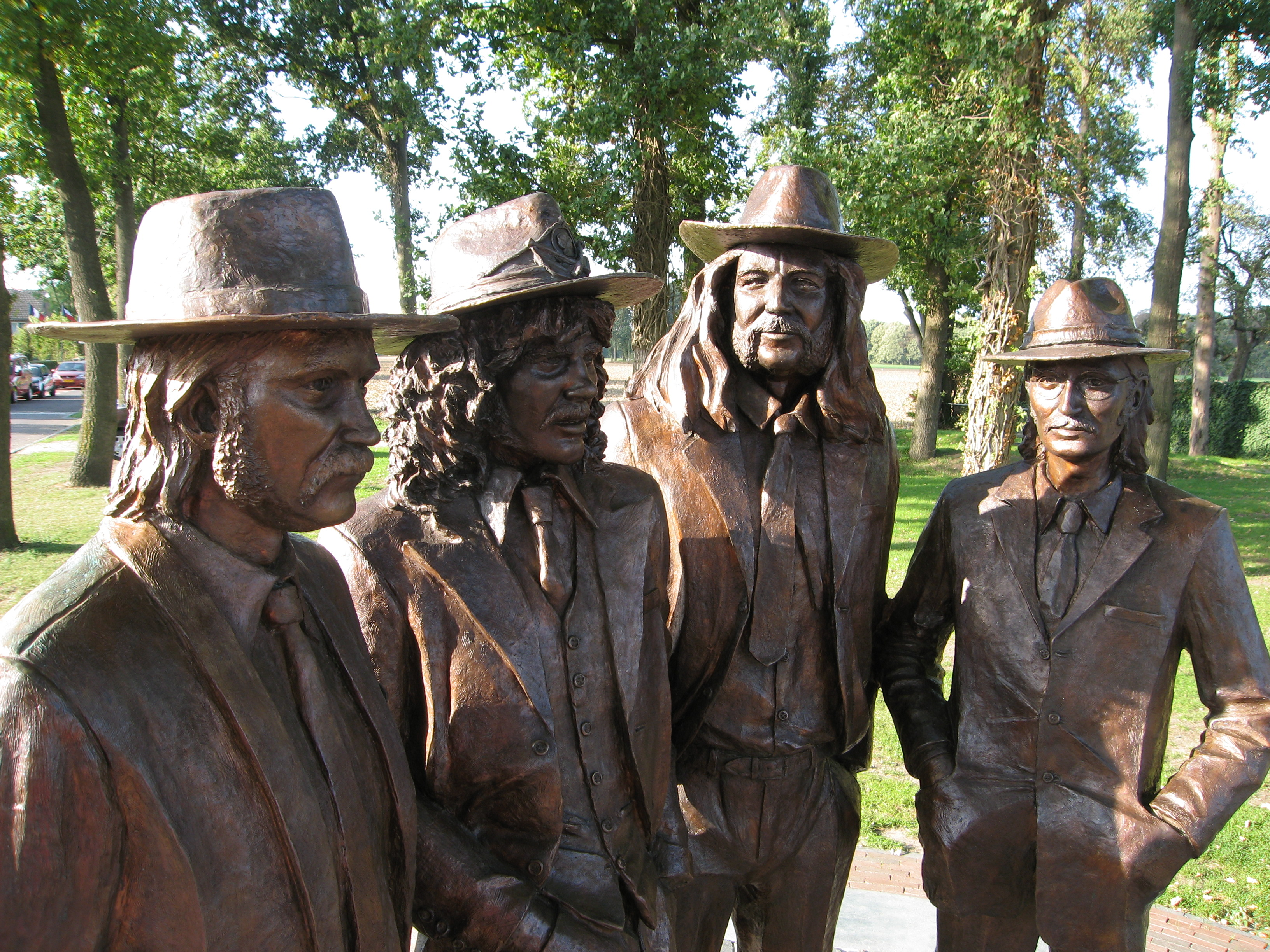
Normaalmonument Hummelo

- In 2006 kreeg Jolink de Edison Oeuvreprijs uitgereikt. Hij kreeg de prijs voor zijn bijdrage aan de Nederlandse popmuziek met zijn band Normaal. In het zelfde jaar werd ook de Johanna van Burencultuurprijs aan hem toegekend voor zijn bijdrage ter bevordering van de cultuur en streektaal van Oost-Nederland.
- In 2007 won hij de Groeneveldprijs. Deze prijs wordt jaarlijks uitgereikt aan een persoon of organisatie die zich bijzonder heeft ingezet voor het debat over natuur en landschap en daarbij een kritisch eigen geluid laat horen.
- Aan de Dorpsstraat in Hummelo, vlak bij het geboortehuis van Jolink, bevindt zich sinds 2018 een standbeeld van de Achterhoekse rockband Normaal.

## Trivia
- Jolink is de vader van Gijs Jolink, de bassist, en medeoprichter van Jovink en de Voederbietels.
- LINT-treinstel 28 van vervoersmaatschappij Syntus is vernoemd naar Jolink.
- In november 2006 bracht hij een bezoek aan de Nederlandse soldaten in Afghanistan, waarna hij voor het eerst sinds zeer lange tijd, een kort militair kapsel had.
- Jolink heeft de stem van Ork ingesproken bij het spookhuis Spuk (kermis).
- Jolink heeft in 2012 samen met Wilfred Genee en Johan Derksen een speciaal voetbalnummer opgenomen.
- Hij woont met zijn vrouw op een boerderij in het Achterhoekse dorp Hummelo.
- Hij was de Nederlandse voice-over van de Duitse tv-serie Die Ludolfs.